# 約翰·福爾扎尼
約翰·福爾扎尼（英語：John Forzani，1947年4月5日－2014年10月31日）是加拿大商人，同時是福爾扎尼集團主席和共同創始人。他曾經是加拿大加式足球聯賽球員，後來則成為球隊老闆。